# Havaalanı, Esenler
Havaalanı là một xã thuộc huyện Esenler, tỉnh Istanbul, Thổ Nhĩ Kỳ.